# Leo Esser
Pour les articles homonymes, voir Esser.
Leo Esser, né le 17 février 1907 à Düsseldorf, est un plongeur allemand.

## Biographie
Il participe à l'épreuve de tremplin à 3 mètres de deux éditions des Jeux olympiques, terminant cinquième aux Jeux olympiques d'été de 1932 à Los Angeles et sixième aux Jeux olympiques d'été de 1936 à Berlin.
Il est également médaillé d'or en tremplin à 3 mètres aux Championnats d'Europe de natation 1934 à Magdebourg.